# إيفا روث
إيفا روث (بالألمانية: Eva Roth)‏ هي راكبة الكنو ألمانية، ولدت في 26 ديسمبر 1967.

## وصلات خارجية
- إيفا روث على موقع أوليمبيديا (الإنجليزية)